# 湖北省仙桃中学
仙桃中学，简称沔中，或者仙中，1994年6月以前称为“沔阳中学”，仙桃中学位于中华人民共和国湖北省仙桃市大洪开发区，它是湖北省首批确定的省属重点中学之一。仙桃中学占地12万平方米，建筑面积为7.8万平方米。

## 历史
1940年7月，沔阳县立初级中学成立，1971年8月改为湖北省沔阳中学，简称沔中。1986年沔阳县改名为仙桃市，沔阳中学于1994年更名为仙桃中学。简称仙中。

## 学校环境
仙桃中学校内芳草如茵、绿树葱茏、环境幽雅。

## 办学成就
自1977年以来，学校共为高校输送新生15000多人，高考上线人数中，上重点大学的占50％以上，上本科的占80％，过高职高专线的为95％以上。2001年以来，每年上清华大学等名校的人数、600分以上人数、过重点线的人数均居湖北省前列。